# Dwór w Ścinawce Dolnej
Dwór w Ścinawce Dolnej (niem. Schloss Niedersteine) – zabytkowy dwór wzniesiony około 1590 roku, przebudowany w latach 1620 i 1750. Obecnie jest zaniedbany i pełni funkcję wielorodzinnego budynku mieszkalnego.

## Położenie
Położony jest w centralnej części Ścinawki Dolnej – wsi w Polsce, w województwie dolnośląskim, w powiecie kłodzkim, w gminie Radków.

## Historia
Dwór został wzniesiony około 1590 roku przez Donatha von Donig . W latach 1620 i 1750 przebudowano go częściowo w stylu barokowym. W XVIII wieku w sąsiedztwie utworzono założenie parkowo-ogrodowe, a w następnym stuleciu wzniesiono oficynę mieszkalną i zabudowania gospodarcze, które przebudowano w XX wieku. Dwór przetrwał bez uszkodzeń II wojnę światową, w latach 70. XX stulecia przeprowadzono ostatni remont, który zatarł wiele cech stylowych .
Decyzjami wojewódzkiego konserwatora zabytków z dnia 31 grudnia 1982 roku dwór wraz z ogrodem zostały wpisane do rejestru zabytków.

## Architektura
Dwór w Ścinawce Dolnej jest rozległym, rozczłonkowanym, renesansowo-barokowym, trzyskrzydłowym założeniem, wzniesionym na planie litery C, z wewnętrznym dziedzińcem, w przeszłości otoczonym arkadami. W zachodnim skrzydle znajduje się niesymetrycznie umieszczony, wydatny jednoosiowy ryzalit, zwieńczony szczytem wolutowym z pilastrami . Budowla zachowała dekoracyjne szczyty, kamienne obramowania okien i skromne portale. W północnym skrzydle znajduje się wczesnobarokowy portal, datowany na lata 20. XVII wieku . W niektórych pomieszczeniach parteru zachowały się sklepienia, na piętrze stropy, a na ścianach pozostałości dekoracji sgraffitowej.
Dwór wraz oficyną, dużymi zabudowaniami gospodarczymi i założeniem parkowo-ogrodowym z pozostałościami fontanny stanowi zespół dworski. Obecnie rezydencja jest zaniedbana i pełni funkcję wielorodzinnego budynku mieszkalnego .

## Galeria

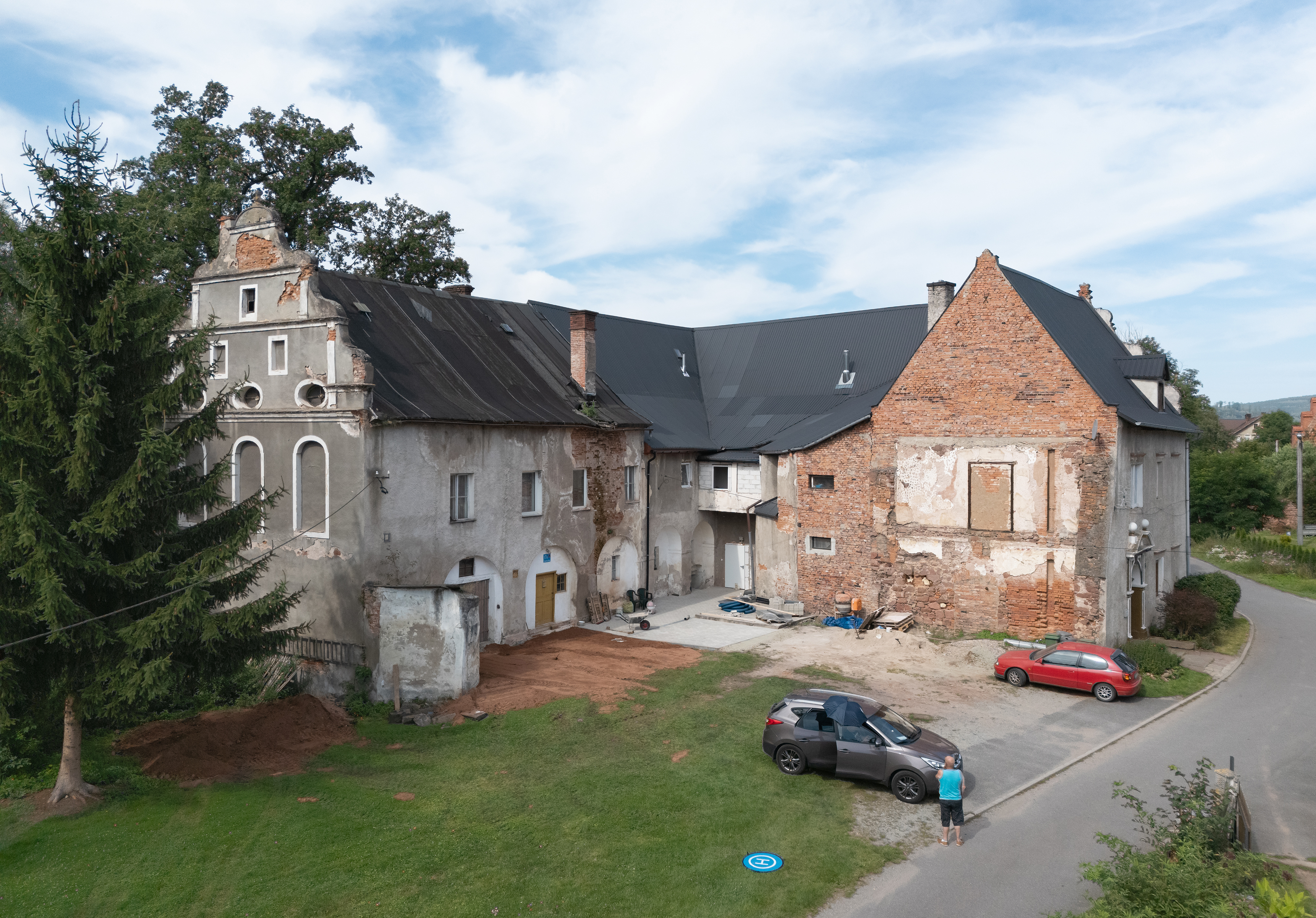
Widok od wschodu
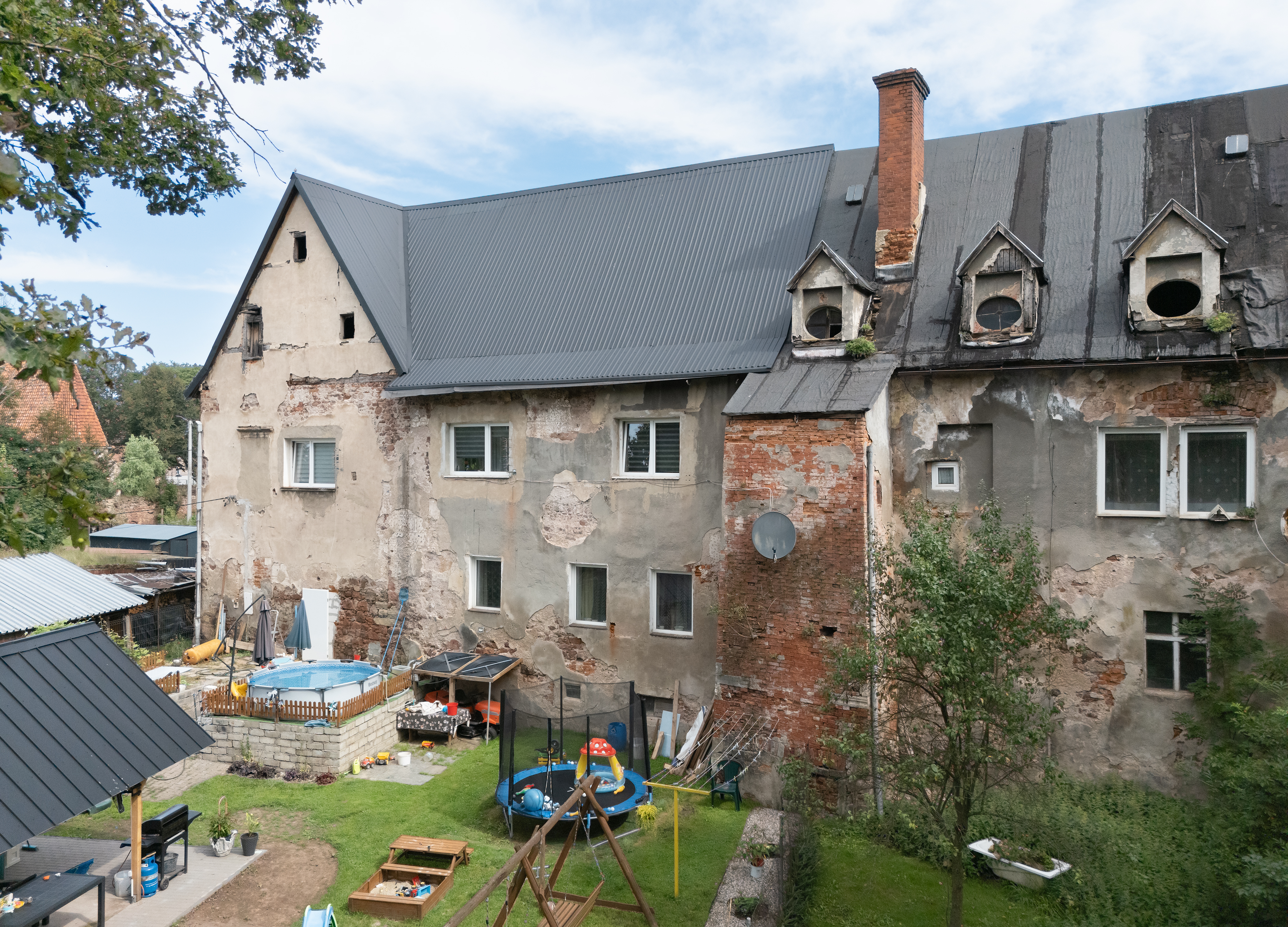
Widok od południa
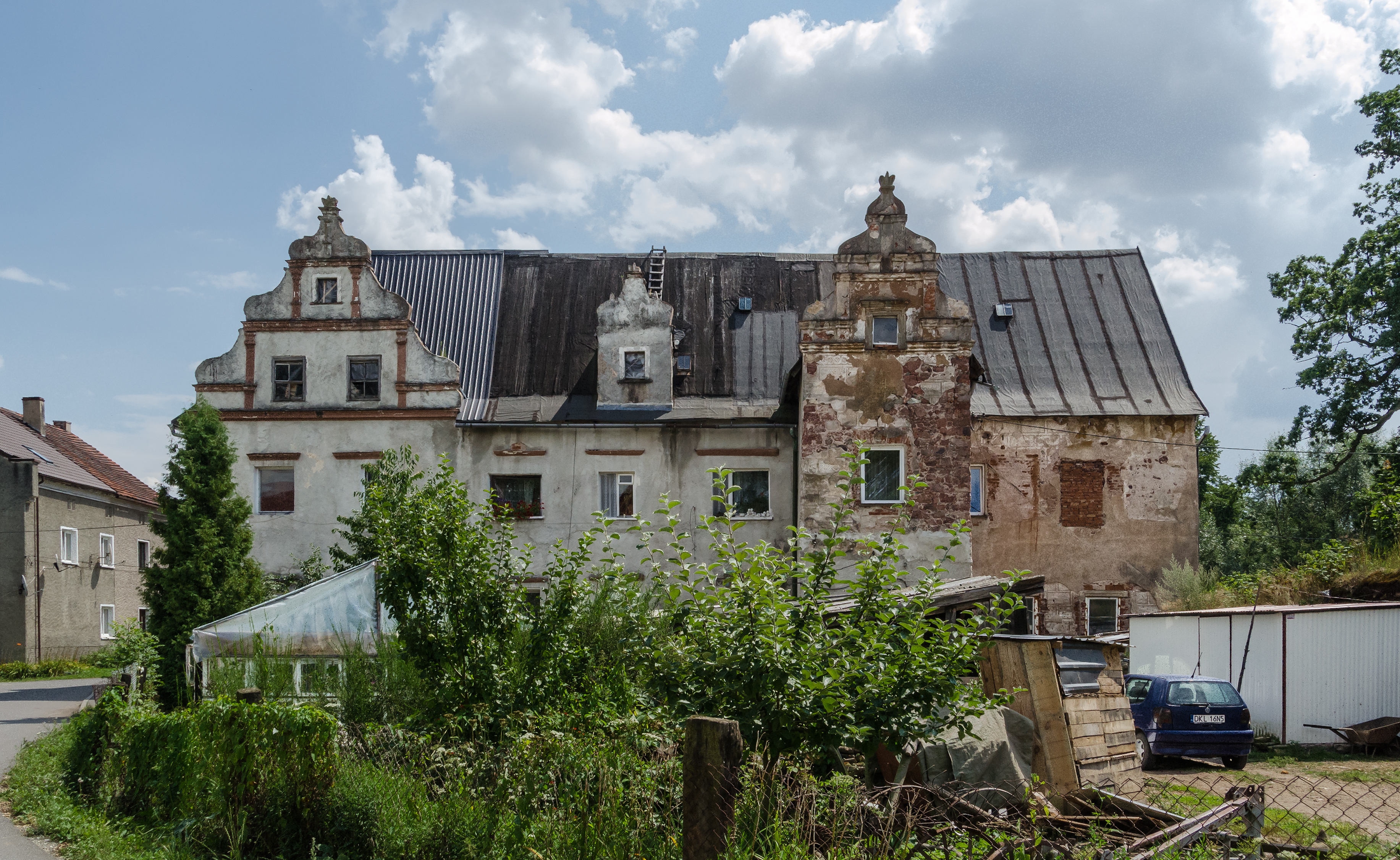
Widok od północnego zachodu
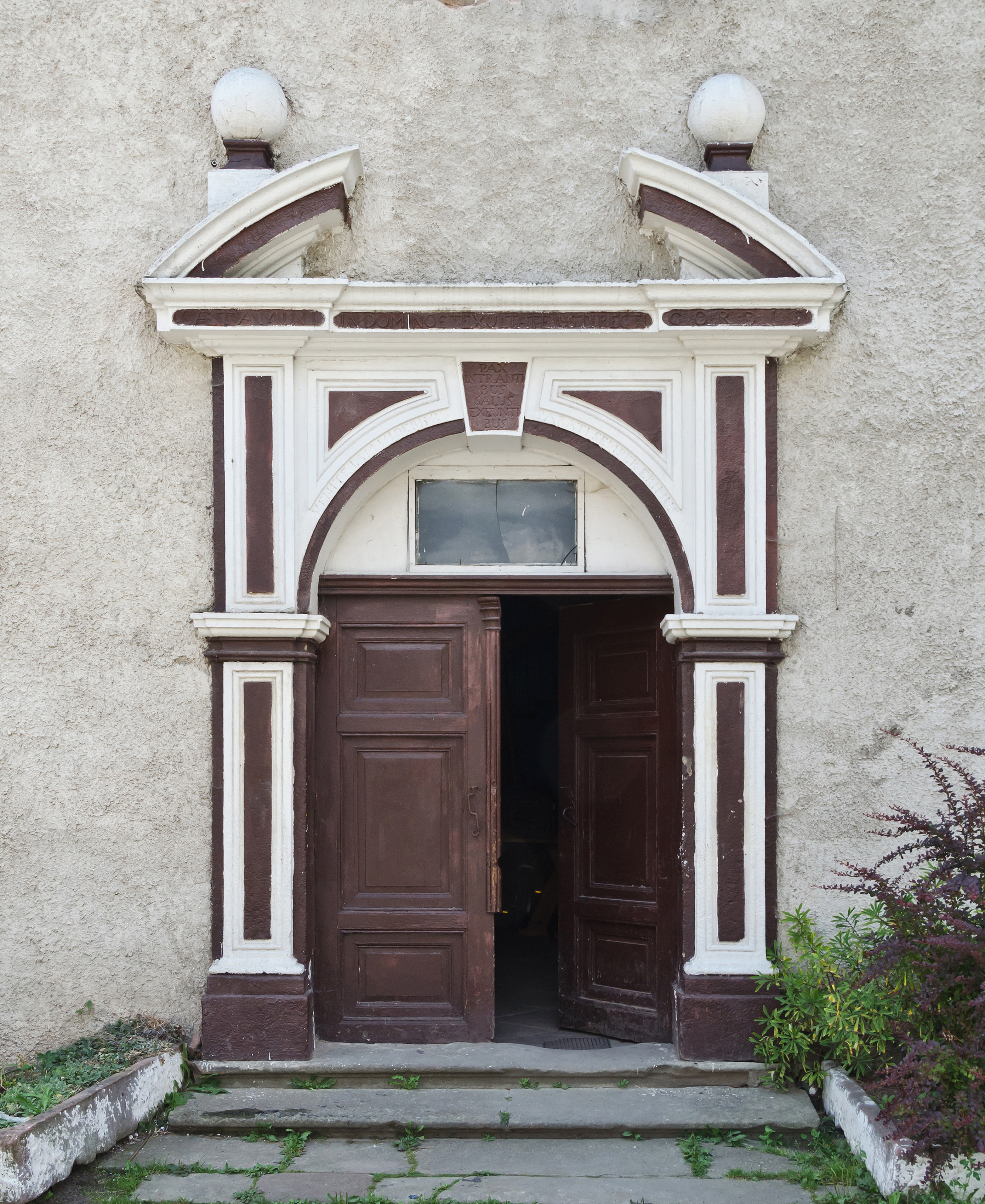
Portal